# Anglicismo
Los anglicismos o inglesismos son préstamos lingüísticos del idioma inglés a otros idiomas.
Son muy comunes en el lenguaje empleado por las personas jóvenes, debido a la influencia que los medios de comunicación regionales y foráneos tienen sobre su manera de hablar y expresarse; y también son frecuentes en el lenguaje técnico (principalmente en ciencias e ingeniería), a causa del montante de artículos de investigación científica que se publican en idioma inglés y a la presencia de esta en el desarrollo de las nuevas tecnologías.
En español, los manuales de estilo suelen recomendar que, como todos los extranjerismos crudos, vayan escritos en cursiva o, si no se dispone de esta, con «entrecomillado».

## Penetración en el idioma español

### Medios de comunicación
Prácticamente, todas las secciones de los medios incorporan anglicismos: en ciertos tipos de prensa encontramos términos como shorts, jeans, gloss, lifting (como equivalente de Ritidectomía o Ritidosis), celebrity, mall, blue jeans, happy hour y shopping En la información deportiva, los anglicismos tienen más presencia aún, y se usan en proporción directa con el origen extranjero del deporte, la novedad de este deporte entre hablantes de español, y su internacionalización.
En la adaptación al español de los préstamos lingüísticos deportivos se puede hablar de 3 etapas: incorporación, adaptación y presencia de términos sin traducir:

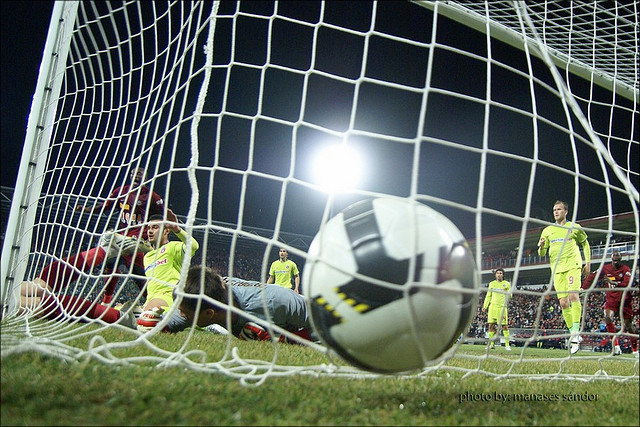
Ejecución de un gol en un partido de fútbol.

- 1.ª etapa: en el fútbol (balompié), los jugadores y los entendidos opinan, en líneas generales, que es mejor usar la terminología de la lengua de origen (lo que implica usar términos tales como goal, corner,[16] football,[17] shoot...).[18][19]
- 2.ª etapa: en España, desde los años 1940, con la llegada del franquismo, se produjo un proceso de nacionalismo deportivo que intentó sustituir los términos extranjeros por palabras nacionales. Así, se crearon términos como saque de esquina y se castellanizaron fútbol, chute,[20] y gol, etc. Este proceso se dio también en Argentina, donde por su parte se creó el término fobal.[21]
- 3.ª etapa: actualmente, hay palabras que se mantienen en su forma en el idioma original y otras que se han castellanizado. El prestigio de los jugadores o personajes del deporte que proceden de un determinado país, en muchos casos impulsa a usar ciertas palabras y expresiones sin traducirlas. Por ejemplo:
  - golf,[22] rugby,[23] cricket;[24] se mantiene la ortografía y la pronunciación.
  - básquetbol; se traduce la palabra por "baloncesto",[25] y por su parte voleibol; se traduce la palabra por "balonvolea",[26]
  - club; mantiene la ortografía, pero castellaniza la pronunciación.[27]

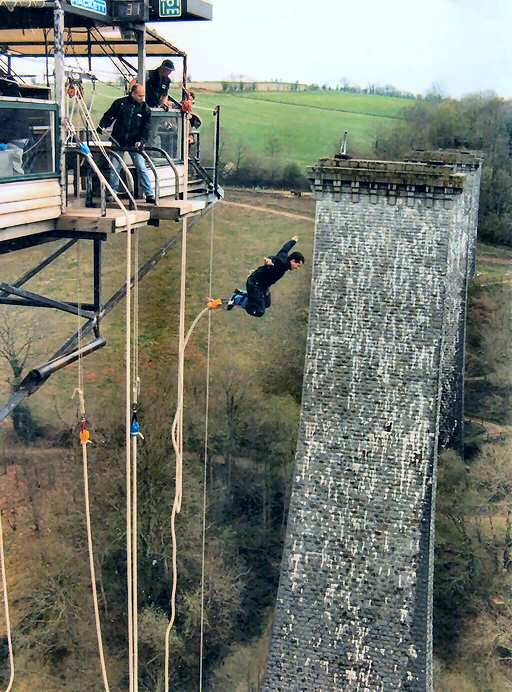
Practicando el puenting.

La analogía con expresiones del inglés ha generado un fenómeno de creación de palabras de apariencia inglesa sobre términos españoles (falsos anglicismos), como por ejemplo puenting (aceptada por la RAE.)

### Tecnología
En las páginas de información científica y tecnológica de los periódicos, sin duda aparecen muchos préstamos lingüísticos. Los periodistas los usan porque piensan que, si traducen, perderían rigor o precisión; además, la traducción suele implicar el uso de más palabras. Ejemplos: síndrome del burnout (síndrome del trabajador quemado); bluetooth (dispositivo de transmisión de datos sin cables); blog o weblog (libro de bitácora en la red, o bitácora digital); Software (Programa informático); Windows (Vistas de una aplicación informática).

### Informática
También hay muchos calcos semánticos en la Informática, cuando se podrían intentar traducir los términos, o usar palabras que ya existan en español. Por ejemplo: de hard copy se dice a veces copia dura, pero lo más preciso es copia impresa; de directory se dice directorio, que en castellano podría ser guía; se traduce port por puerto en vez de vía de entrada; a veces se dice remover por influencia del verbo inglés to remove, que en realidad significa eliminar; de hot keys se dice teclas calientes, pero se traduce como teclas rápidas.

### Economía
La economía es otra sección donde hay muchos préstamos lingüísticos debido, en parte, a la globalización. Actualmente, la información económica tiene una sección especial en todos los periódicos, no como antes cuando era un pequeño recuadro con información bursátil. Obviamente existen muchos anglicismos, ya que el inglés también domina la economía, incluso xenismos como marketing / mercadotecnia. En muchos casos se suelen emplear términos como desinversión (disinvestment), coaseguro (coinsurance), estanflación (stagflation), refinanciación (refinancing), o diseconomía (diseconomy). Pero términos como cash, flow, holding o stock, o incluso dumping, se mantienen sin cambios, así como también trust,) reflejándose esos usos en definiciones concretas en el DRAE.

### Ocio
En las páginas dedicadas al ocio también abundan los términos ingleses, tales como thriller, primetime, celebrity, reality show, singles, hobby, spoiler, etc. 

### Educación
Dentro del ámbito educativo, los anglicismos también se han incorporado, como es el caso de alumni, coaching, test, master, etc. En general, todas las disciplinas se usan muchos anglicismos, lo que refleja el influjo que en general ejerce la cultura anglosajona.

### Ejemplos
- Originalmente la palabra inglesa football era un anglicismo. Después se castellanizó su ortografía y su pronunciación y quedó 'fútbol'. Ahora se dice que fútbol es una palabra castellana de origen inglés, y aunque 'balompié' es un sinónimo de fútbol, ha caído bastante en desuso.[30]

- La palabra hippie o hippy tiene una pronunciación castellanizada /ˈxipi/, y la adaptación ortográfica propuesta en el español es jipi.[31]

- La palabra parking equivale al inglés británico car park, y en el uso cotidiano prevalente tampoco se ha castellanizado su ortografía. La adaptación gráfica propuesta en castellano es 'parquin', plural: párquines. El uso de este anglicismo adaptado es aceptado por la Real Academia Española,[32] pero se aconseja el uso de las voces españolas: aparcamiento, estacionamiento y parqueadero. Parquear es usada en general en Hispanoamérica, aunque en Argentina, Paraguay, Chile, México, Venezuela y Uruguay se usa con más frecuencia la palabra castellana estacionar.

- Ocurre algo similar con la expresión inglesa O. K. (oquéi u oll korrect),[33] que puede sustituirse con las expresiones de acuerdo, perfecto y otras.

- Backstage (báksteich) es un verdadero anglicismo, ya que su pronunciación no está bien adaptada al idioma español, y existen expresiones hispanas con un significado idéntico: 'Entre bastidores, entre bambalinas, chácena, tras el telón y tras [las] bambalinas'.

- La voz inglesa hobby (/ˈxobi/, "jobi") puede ser cambiada sin inconvenientes, por sus equivalentes españoles: afición o pasatiempo.

- Bacon (/ˈbeikon/) es una voz inglesa usada en España. En Hispanoamérica, se usan las palabras tocineta y tocino, según el tipo. En Argentina y en Uruguay, se usa panceta; en España se usa mucho menos este último término, pues panceta se refiere a un tipo de carne similar.

- Guachimán o huachimán es usado en Panamá, Perú, Venezuela, República Dominicana, Colombia, y Costa Rica, viene de la palabra del inglés watchman (o watching man), en castellano su equivalente sería vigilante o celador.

- Footing (/ˈfutin/) es una palabra inglesa usada en la hispanofonía para referirse al deporte de correr o caminar trayectos largos (aunque el significado de footing en inglés es diferente). En castellano se denominaba a esa práctica paso ligero o trote, pero al parecer esto solo se usa en el ejército.

- Skate es un buen ejemplo de anglicismo, si bien existen las palabras 'monopatín y patineta', se prefiere el término en inglés.

- Guaipe (del inglés wipe:[34] ‘limpiar’, o como sustantivo, ‘material que sirve para limpiar’[35]), palabra usada en Chile y Perú para referirse a las hilachas que se usan para limpiar y luego se desechan.

- Anglicismos sintácticos, en que se calca una construcción inglesa, aunque se usen palabras españolas. Por ejemplo, al decir «mi nombre es Juan» («my name is Juan») en vez de «me llamo Juan», o el uso de la forma sintáctica norteamericana para la fecha, por ejemplo, marzo 26, siendo la sintaxis en español más común 26 de marzo.

- La palabra test, por su parte, hace referencia a un examen o prueba, mientras que tester, corresponde a un "probador" o comprobador de un sistema.

- Bracket para referirse a los "frenos" o "frenillos" dentales, no es solamente un anglicismo, sino que también se usa como eufemismo.

- Las palabras switch, router, scanner o mouse pueden ser remplazadas por la palabra interruptor, enrutador, escáner o ratón respectivamente.

## Anglicismos por orden alfabético
- -ón (de -on, y este de la terminación de electron 'electrón'; referido al sufijo que forma nombres de partículas elementales o de gases nobles)
- acid
- acid house
- acid jazz
- actina (del inglés actin, y este haplología del griego ἀκτίς, -ῖνος aktís, -înos 'rayo de luz' y el inglés -in '-ina')
- acuario (aquarium; referido al depósito de agua donde se tienen vivos animales o vegetales acuáticos; o al recinto destinado a la exhibición de animales acuáticos vivos)
- aeróbic,[36] aerobic (aerobics)
- airbag (airbag)
- albatros (del inglés albatross, y este del español alcatraz)
- aldehído (aldehyde)
- alexitimia (de alexithymia, y este de alexithymic 'alexitímico' y -ia '-ia')
- alien (de alien 'ajeno', 'extraño', 'extranjero', 'alienígena')
- alexitímico, alexitímica (del inglés alexithymic, y este de a- 'a-', el griego λέξις léxis 'habla', 'dicción', 'palabra', θυμός thymós 'ánimo' e -ic '‒́ico')
- aluminio (de aluminium, y este de alumine 'alúmina' e -ium '-io')
- americio (de americium, y este de America 'América' e -ium '-io')
- amerindio, amerindia (Amerindian)
- amina  (amine)
- antidumping
- antropoceno, antropocena (del inglés Anthropocene, y este de anthropo- 'antropo-' y el griego καινός kainós 'nuevo, reciente')
- artroscopia, artroscopía (del inglés arthroscopy, y este del griego ἄρθρον árthron 'articulación' y -scopy '-scopia')
- artroscopio (adaptación del inglés arthroscope, y este del griego ἄρθρον árthron 'articulación' y -scope '-scopio')
- aquaplaning (voz inglesa, esta derivada de to aquaplane 'hacer esquí acuático sobre una tabla', y este de aquaplane 'tabla de esquí acuático', de aqua- 'agua' y plane 'plano')
- audio (audio)
- autolítico, autolítica (autolytic)
- backgammon
- backstage
- bádminton (de badminton, y este de Badminton, lugar donde se practicó por primera vez en Gran Bretaña)
- baipás (bypass)
- balasto (ballast 'lastre')
- balconing (de balcón y el inglés -ing, sufijo de acción)
- baloncesto (calco de basketball)
- balompié (calco de football, y este de foot 'pie' y ball 'balón', 'pelota', 'bola')
- banner (voz inglesa; propiamente 'pancarta')
- banyo (del inglés banjo, pronunciación relajada de bandore, y este quizá del español bandurria)
- bar (de bar 'barra'; referido al local en que se despachan bebidas; y de bar; referido a la unidad de presión)
- bariatría (del griego βαρύς barýs 'pesado' y -iatría, por adaptación del inglés bariatrics)
- bario (de barium, y este de baryta 'barita', por haberse extraído de este mineral, e -ium '-io')
- básquet (acortamiento de basketball)
- básquetbol, basquetbol (de basketball)
- bate (bat)
- beat
- beatnik
- bebop, be-bop, be bop
- beicon (bacon)
- béisbol, beisbol (base ball)
- bentónico, bentónica (de benthonic, derivado de benthos 'bentos')
- bentonita (de bentonite, y este de Fort Benton, en los Estados Unidos de América, donde se encontró a finales del siglo XIX)
- best seller
- bife (de beef 'carne de vacuno', acortamiento de beefsteak 'bistec')
- bikini, biquini (de bikini, y este de Bikini, nombre de un atolón de las Islas Marshall, con influencia de bi- 'bi-', por alusión a las dos piezas)
- biochip (de biochip, y este de bio- 'bio-' y chip 'chip')
- bioma (de biome, de bio- 'bio-' y -ome '-oma')
- biopic (de biopic, y este del acortamiento de biographical 'biográfico' y pic 'película', acortamiento de picture)
- bistec (de beefsteak, de beef 'carne de vacuno', y steak 'lonja, tajada')
- bit (de bit, acrónimo de binary digit 'dígito binario')
- blackjack, black jack, black-jack
- blíster (blister-pack)
- blog (blog)
- blue jean (del inglés americano blue jeans)
- blues
- bluf (bluff)
- blúmer (del inglés americano bloomers)
- bluyín (del inglés americano blue jeans)
- bodi (body)
- body
- bogey
- boicot (de boycott, y este de Charles Cunningham Boycott, 1832-1897, administrador irlandés a quien se aplicó el boicoteo en 1880)
- bol (bowl; referido al tazón sin asa, cuenco, o a la ponchera)
- boom (voz inglesa, y esta de origen onomatopéyico)
- bot (de bot, acortamiento de robot 'robot')
- bourbon (voz inglesa, y esta de Bourbon, condado de Kentucky)
- box (de to box 'boxear'; referido al boxeo; o de box 'caja', referido a otras acepciones)
- boxear (del inglés to box; propiamente 'golpear' y -ear)
- bóxer (del inglés boxer; propiamente 'boxeador', nombre dado a los miembros de una sociedad secreta china de carácter religioso y político; o del inglés americano boxer [shorts]; literalmente '[pantalones cortos] de boxeador', por alusión a su forma)
- boy (de boy 'muchacho')
- boy scout
- bramar (quizá del gótico *bramôn; confer bajo alemán medio brammen, alto alemán antiguo brëman, inglés antiguo bremman)
- break (voz inglesa, de origen incierto; referido a medios de transporte; y de to break 'romper, quebrar'; referido al deporte o al break dance)
- break dance
- bricbarca (del inglés brig 'barco con dos mástiles' y barca)
- bridge
- brunch (voz inglesa, fusión de breakfast 'desayuno' y lunch 'almuerzo')
- buguibugui (boogie woogie)
- buldócer (bulldozer)
- bulldog (voz inglesa; literalmente 'perro toro')
- bulldozer
- bumerán, búmeran (del inglés boomerang, y este de origen australiano)
- bungaló (bungalow)
- bungalow
- business (de business [class]; literalmente '[clase] de negocios')
- bypass
- byte
- californio (de californium, y este de la Universidad de California en Berkeley, donde se descubrió, e -ium '-io'; referido al elemento químico)
- camp (camp)
- camping
- campus (campus)
- canguro (de kanguroo, variante desusada de kangaroo, y este de origen australiano)
- capacitancia (de capacitance, y este de capacity 'capacidad' y -ance '-ancia')
- caqui, kaki (khaki; referido al color que varía desde el amarillo u ocre hasta el verde grisáceo o a cosas relacionadas con dicho color)
- casting
- catamarán (catamaran)
- catch (catch[-as-catch-can])
- catering
- celuloide (de celluloid, de cellulose 'celulosa' y -oid '-oide')
- champú (shampoo 'champú' y 'friccionar')
- chat (de chat; propiamente 'charla')
- chatear (de to chat; propiamente 'charlar', y -ear; referido a mantener una conversación mediante chats)
- chelín (shilling)
- chelín (shilling; referido a la uidad monetaria de Kenia, Somalia, Tanzania y Uganda, o a moneda inglesa equivalente a la vigésima parte de una libra, usada hasta 1970)
- cheque (cheque)
- chequear (del inglés to check 'comprobar' y -ear)
- chequeo (checkup 'reconocimiento médico')
- chill out
- chintz
- chip (chip)
- chompa (jumper)
- choque (shock; referido al estado de profunda depresión nerviosa y circulatoria, sin pérdida de la conciencia o a la emoción o impresión fuertes)
- chut (shoot)
- chutar (to shoot 'tirar, disparar')
- chute (shoot)
- ciberespacio (de cyberspace, de cyber- 'ciber-' y space 'espacio')
- cibernauta (de cybernaut, de cyber- 'ciber-' y -naut '-nauta')
- cíborg (de cyborg, acrónimo de cybernetic organism 'organismo cibernético')
- ciclocross (de cyclo-cross, y este de cycle 'bicicleta' y cross[-country] 'cross')
- circlip (de circlip, fusión de circle 'círculo' y clip 'pinza')
- clip (clip; referido al utensilio hecho con un trozo de alambre, u otro material, doblado sobre sí mismo, que sirve para sujetar papeles; o al sistema de pinza para fijar mediante presión broches, horquillas, etc.)
- clóset (closet)
- club (club)
- cóctel, coctel (cock-tail)
- colaless (de cola 'trasero, nalgas' y el inglés less 'sin', formado a imitación de topless 'toples')
- cómic (comic)
- container (voz inglesa, derivada de to contain 'contener')
- contenedor (traducción de container, derivada de to contain 'contener'; referido al embalaje metálico grande y recuperable, de tipos y dimensiones normalizados internacionalmente y con dispositivos para facilitar su manejo; o al recipiente amplio para depositar residuos diversos)
- contracultura (calco de counterculture)
- contrainteligencia (calco de  counterintelligence)
- cookie (voz inglesa; propiamente 'galleta')
- copernicio (de copernicium, y este de Nicolaus Copernicus 'Nicolás Copérnico', 1473-1543, astrónomo polaco, e -ium '-io')
- copyright
- coque (coke)
- corderoy (corduroy)
- córner (corner 'esquina')
- coronavirus (de coronavirus, de corona 'corona solar', por el aspecto del virus al microscopio, y virus 'virus')
- country
- COVID (de COVID, y este acrónimo de coronavirus disease 'enfermedad del coronavirus')
- crack (voz inglesa; referido a la cocaína en piedra, al caballo que destaca en las carreras, o a la persona que destaca extraordinariamente en algo; del inglés crash, influido por crack y crac; referido a la economía)
- cracker
- crash
- criptonita, kriptonita (de kryptonite, y este de Krypton 'Krypton', planeta del que procede Supermán, e -ite '-ita')
- críquet (cricket)
- crol (crawl)
- cróquet, croquet (crocket)
- crup (croup)
- cuark (de quark, creación de James Joyce, 1882-1941, escritor irlandés, que adoptó para la ciencia Murray Gell-Mann, físico estadounidense)
- cuásar (de quasar, y este acrónimo de quasi-stellar 'cuasiestelar')
- curling (voz inglesa, y esta derivada de to curl 'formar una espiral', 'retorcer', 'rizar')
- deflector, deflectora (deflector)
- delicatessen
- deporte (calco del inglés sport, a partir del desusado deporte 'diversión', y este derivado de deportarse 'divertirse')
- derbi (de Derby, nombre de una famosa carrera de caballos, fundada por el conde de ese título)
- desoxirribonucleico (de desoxyribonucleic, de desoxyribose 'desoxirribosa' y nucleic 'nucleico')
- desoxirribonucleótido (de desoxyribonucleotide, de desoxyribose 'desoxirribosa' y nucleotide 'nucleótido')
- detectar (to detect)
- detective (detective)
- detector, detectora (detector)
- disc-jockey
- dogo, doga (dog 'perro'; referido a un perro dogo)
- dólar (dollar)
- dramaturgista (del inglés dramaturgist, y este del griego δραματουργός dramatourgós 'dramaturgo' e -ist '-ista')
- drive (voz inglesa, y esta derivada de to drive 'impulsar', 'conducir')
- driver (voz inglesa; literalmente 'conductor, guía')
- dron (drone)
- dum-dum, dumdum (de dum-dum, y este de Dum-Dum, localidad de la India donde se fabricaron por primera vez en 1897)
- dumping
- ébola, Ébola (de Ebola, y este de Ebola, nombre de un río y un distrito de la República Democrática del Congo, donde se produjo un grave brote de fiebre hemorrágica en 1976)
- einstenio (de einsteinium, y este de Albert Einstein, 1879-1955, físico alemán, e -ium '-io')
- electrodo (del inglés electrode, y este de electro- 'electro-' y el griego ὁδός hodós 'camino')
- electrólisis, electrolisis (de electrolysis, y este de electro- 'electro' y -lysis '‒́lisis')
- electrón (de electron, y este de electric 'eléctrico' y ion 'ion')
- emétrope (emmetrope)
- emoticono (del inglés emoticon, y este de emotion 'emoción' y icon 'icono', influido en su terminación por icono)
- eoceno, eocena (Eocene)
- escrachar (etimología discutida; confer italiano schiacciare 'aplastar, presionar, oprimir', genovés scracâ 'escupir' e inglés to scratch 'arañar, marcar')
- escultismo (del inglés to scout 'explorar', con influencia del catalán escoltar 'escuchar', e -ismo)
- escúter (scooter)
- eslinga (sling)
- esmog (de smog; acrónimo de smoke 'humo' y fog 'niebla')
- esnifar (sniff 'aspirar por la nariz')
- esnob (snob)
- esnórquel (snorkel)
- espanglish (fusión de español y el inglés English 'inglés')
- espín (to spin 'girar como un huso'; referido al momento intrínseco de rotación de una partícula elemental o de un núcleo atómico)
- espóiler (de spoiler, y este derivado de to spoil 'estropear')
- espray (spray)
- esprint (sprint)
- estand (stand)
- estándar (standard)
- estilometría (de estilo y -metría; confer inglés stylometry)
- esprint (sprint)
- esprúe (sprue)
- estand (stand)
- estándar (standard)
- estenografía (del inglés stenography, y este del griego στενός stenós 'estrecho' y el inglés -graphy '-grafía')
- esterlina (sterling)
- estriptis, estriptís (striptease)
- estronciana (de strontian, y este de Strontian, pueblo de Escocia donde se encontró este mineral)
- estroncio (de strontium, y este de strontia 'estronciana' e -ium '-io')
- euríbor (de euribor, acrónimo de euro interbank offered rate 'tipo europeo de oferta interbancaria')
- exoplaneta (de exoplanet, y este de exo- 'exo-' y planet 'planeta')
- fan (de fan, acortamiento de fanatic)
- farsi (Farsi)
- fax (de fax, abreviatura de facsimile 'facsímil')
- fair play
- feedback
- feng shui
- fermio (de fermium, y este de Enrico Fermi, 1901-1954, físico italiano, e -ium '-io')
- fermión (del inglés fermion, y este de Enrico Fermi, 1901-1954, físico italiano, y -on '-ón')
- filme (film)
- finn (voz inglesa; literalmente 'finés', por haber sido diseñado para los Juegos Olímpicos de Helsinki, donde se estrenó como clase olímpica)
- fitness (fitness 'aptitud física')
- flap (flap)
- flash
- flashback
- flavonoide (del inglés flavonoid, y este de flavone 'flavona', cierto compuesto vegetal incoloro, derivado del latín flavus 'flavo', y -oid '-oide')
- flirt (flirt 'persona dada a coquetear')
- flirtear (del inglés to flirt y -ear)
- folclore, folklore (folklore)
- folk (folk)
- fox terrier (de fox-terrier, y este de fox 'zorro' y terrier 'terrier')
- foxtrot (de fox-trot; literalmente 'paso del zorro')
- free lance (del inglés freelance; literalmente 'lanza libre', 'mercenario')
- friki, friqui (freaky)
- fuel (fuel 'sustancia combustible')
- fueloil (fuel oil 'aceite combustible')
- full (del inglés full [house] o full [hand])
- full contact, full-contact (locución inglesa; literalmente 'contacto total')
- full time
- funk
- funky
- fútbol, futbol (football)
- gaélico, gaélica (Gaelic)
- gag (gag)
- gap (gap)
- gasoil (gas oil)
- gasolina (degasoline, de gas 'gas', -ol '-ol' e -ine '-ina')
- gay (de gay; propiamente 'alegre')
- géiser (geyser)
- geisha
- gel (de gel, y este acortamiento de gelatin 'gelatina)
- gigabyte (voz inglesa; de giga- 'giga-' y byte)
- gilbert (voz inglesa, y esta de William Gilbert, 1544-1603, físico inglés)
- gin
- gin-fizz
- gin-tonic (de gin and tonic)
- ginseng
- glam (de glam, y este acortamiento de glam rock; literalmente 'rock glamuroso')
- gluon (del inglés gluon, de glue 'pegamento' y -on '-ón')
- glutamato (de glutamate, y este de glutamic 'glutámico' y -ate '-ato')
- glutámico (del inglés glutamic, y este del latín gluten 'cola', amide 'amida' e -ic '‒́ico')
- grill
- gol (de goal; propiamente 'meta')
- golf (golf)
- gong (gong)
- góspel (gospel)
- GPS (de GPS, sigla de global positioning system 'sistema de posicionamiento global')
- green
- grog (grog)
- grogui (de groggy, derivado de grog 'grog')
- grombif (de ground 'suelo, tierra' y beef 'carne de vacuno')
- grooming
- groupie (voz inglesa, y esta derivada de group 'grupo')
- guaipe (wiper)
- güisqui (whisky)
- hackear (del inglés to hack y -ear)
- hacker
- hadrón (del inglés hadron, y este del griego ἁδρός hadrós 'fuerte', 'espeso' y -on '-ón')
- hafnio (del inglés hafnium, y este del latín moderno Hafnia 'Copenhague', ciudad en donde se llevó a cabo su descubrimiento, y el inglés -ium '-io')
- haikai, hai-kai (haikai)
- haiku, haikú (haiku)
- haka (haka)
- hall
- hándicap (handicap)
- hardware
- hasio (del inglés hassium, y este del latín moderno Hassia 'Hesse', estado alemán en donde se llevó a cabo su descubrimiento, y el inglés -ium '-io')
- hausa (Hausa)
- hertz (voz inglesa, y esta de Heinrich Rudolf Hertz, 1857-1894, físico alemán)
- hindi (Hindi)
- hipnosis (del inglés hypnosis, y este del griego ὑπνοῦν hypnoûn 'adormecer' y -sis '-sis')
- hipnotismo (de hypnotism, de hypnotic 'hipnótico' e -ism '-ismo')
- hippie
- hippy
- hobby
- hockey
- holding (del inglés holding [company])
- house
- hutu (Hutu)
- ibuprofeno (ibuprofen)
- iceberg (iceberg)
- identikit (de identikit, acrónimo de identification 'identificación' y kit 'kit')
- indie (voz inglesa, acortamiento de independent 'independiente' y el sufijo coloquial -ie)
- input
- internet, Internet (Internet)
- intranet (de intranet, de intra- 'intra-' y net 'red')
- ion (ion)
- isofena (isophene 'de igual apariencia')
- isoflavona (de isoflavone, este de iso- 'iso-' y flavone 'flavona', cierto compuesto vegetal incoloro)
- iridio (del inglés iridium, y este del latín iris, -ĭdis 'arco iris', por la variedad de colores de sus sales, y el inglés -ium '-io')
- iridiscencia (alteración de iridescence, derivado de iridescent 'iridiscente')
- iridiscente (alteración de iridescent)
- isótopo (del inglés isotope, y este de iso- 'iso-' y el griego τόπος tópos 'lugar')
- jaquear (adaptación del inglés to hack, con el sufijo -ear; referido a introducirse de forma no autorizada en un sistema informático)
- jáquer (hacker)
- jazz
- jean (de jeans)
- jeep
- jersey (jersey)
- jet (voz inglesa; referido a un reactor; y del inglés jet [set]; referido a la clase social internacional, rica y ostentosa)
- jet lag
- jet set
- jipi (de hippie o hippy)
- jiu-jitsu
- jogging
- joule (voz inglesa, y esta de James Prescott Joule, 1818-1889, físico inglés)
- julio (de joule, y este de James Prescott Joule, 1818-1889, físico inglés; referido a la unidad de trabajo del sistema internacional)
- kart (kart)
- kayak (kayak)
- kétchup (ketchup)
- kiki, quiqui (de origen expresivo, quizá con influencia del inglés quickie 'coito rápido'; referido al coito)
- kílim, kilim (kilim)
- kilobyte (voz inglesa; de kilo- 'kilo-' y byte)
- kit (kit)
- láser (laser, acrónimo de light amplification by stimulated emission of radiation 'amplificación de luz mediante emisión inducida de radiación')
- leasing
- lifting (del inglés lifting 'levantamiento')
- light
- livermorio (de livermorium, y este de [Lawrence] Livermore [National Laboratory], institución estadounidense que colaboró en la síntesis de este elemento, e -ium '-io')
- living (del inglés living[-room])
- lobby
- lobista (de lobbyist, y este de lobby 'lobby' e -ist '-ista')
- look
- luminiscencia (de luminescence, y este de luminescent 'luminiscente' y -ence '-encia')
- luminiscente (luminescent)
- lunch (del inglés lunch 'almuerzo')
- maharajá (del inglés maharaja, influido en su acentuación por rajá)
- malta (malt)
- mánager (manager)
- mango (mango; referido al árbol de la familia de las anacardiáceas, originario de la India y muy propagado en América y en todos los países intertropicales, que crece hasta quince metros de altura, con tronco recto de corteza negra y rugosa, copa grande y espesa, hojas persistentes, duras y lanceoladas, flores pequeñas, amarillentas y en panoja, y fruto oval, arriñonado, amarillo, de corteza delgada y correosa, aromático y de sabor agradable; al fruto de dicho árbol; a en El Salvador, México y Nicaragua, persona guapa; o a en Venezuela, hombre guapo)
- marcar (quizá del italiano marcare; confer alto alemán antiguo merken 'notar', inglés antiguo mearcian 'anotar')
- marketing
- marquetear, marketear (del inglés to market y -ear)
- máster (de master's [degree]; literalmente '[grado de] maestro')
- másters (de masters, y este de Masters' Tournament 'Torneo de Maestros', competición internacional de golf que desde 1934 se celebra anualmente en la ciudad estadounidense de Augusta)
- maxwell (voz inglesa, y esta de James Clerk Maxwell, 1831-1879, físico escocés)
- megabyte (voz inglesa; de mega- 'mega-' y byte)
- mendelevio (de mendelevium, y este de Dmitri Ivánovich Mendeléiev, 1834-1907, químico ruso, e -ium '-io')
- microbioma (de microbiome, y este de micro- 'micro-' y biome 'bioma')
- minigolf (de minigolf, de mini- 'mini-' y golf 'golf')
- mioceno, miocena (Miocene)
- miss (voz inglesa; literalmente 'señorita')
- míster (de mister; literalmente 'señor')
- mofle (muffler 'silenciador')
- motel (de motel, acrónimo de motorcar 'automóvil' y hotel 'hotel')
- moxa (moxa)
- muon (del inglés muon, de mu 'mi' y -on '-ón')
- music-hall
- neandertal (de Neanderthal [man] '[hombre de] Neandertal', por el nombre del valle alemán donde se encontraron en 1856 importantes restos fósiles de este grupo humano)
- neón (neon)
- nerdo, nerda (nerd)
- neutrón (de neutron, de neutral 'neutral' y -on '-ón')
- newton (voz inglesa, y esta de Isaac Newton, 1642-1727, físico y matemático inglés)
- nobuk (del inglés americano nubuck, de new 'nuevo' y buck 'gamo')
- nocaut (knock-out)
- noquear (del inglés to knock [out] y -ear)
- nucleótido (nucleotide)
- off (voz inglesa; literalmente 'fuera')
- offset
- okapi, ocapi (okapi)
- oligoceno, oligocena (del inglés Oligocene, y este de oligo- 'oligo-' y el griego καινός kainós 'nuevo, reciente')
- órsay (offside)
- output
- overbooking
- pádel (paddle tennis)
- pailebot (de pilot's boat 'bote del piloto')
- palé (pallet)
- pallet
- panfleto (pamphlet)
- panti (acortamiento del inglés americano pantyhose)
- panty (del inglés americano panty[hose]
- paracetamol (de paracetamol, acrónimo de para- 'para-', acetyl 'acetilo', amine 'amina' y -ol '-ol')
- pársec, parsec (de parsec, acrónimo de parallax second 'segundo de paralaje')
- parsi (de Parsi o Parsee)
- pellet
- penalti (penalty)
- penique (del inglés antiguo penig 'moneda')
- penthouse
- permafrost (de permafrost, de permanent 'permanente' y frost 'escarcha')
- peróxido (peroxide)
- PET (de PET, acrónimo de positron emission tomography 'tomografía por emisión de positrones')
- petrodólar (de petrodollar, de petro- 'petróleo' y dollar 'dólar')
- pícnic (picnic)
- picop (pick-up)
- pictorialismo (de pictorialism, y este de pictorial 'pictórico' e -ism '-ismo')
- pictorialista (de pictorialist, y este de pictorial 'pictórico' e -ist '-ista')
- pion (del inglés pion, de pi 'pi' y -on '-ón'; referido a la partícula elemental del grupo de los mesones cuya masa es unas 270 veces la del electrón)
- playback, play back
- playboy, play boy
- pleiotropía (del inglés pleiotropy, y este del griego πλείων pleíōn 'mayor', 'más numeroso', τρόπος trópos 'cambio' e -y '-ía')
- plioceno, pliocena (Pliocene)
- pomelo (pom[m]elo)
- plutonio (del inglés plutonium, y este del latín científico Pluto, -onis 'Plutón' y el inglés -ium '-io', por estar en la tabla periódica a continuación del uranio y el neptunio, como lo está Plutón en relación con los planetas Urano y Neptuno; confer neptunio)
- polo (polo; referido al juego practicado entre grupos de jinetes o a la prenda de punto que llega hasta la cintura)
- póney (poney)
- poni (pony)
- póquer, póker (poker)
- pop (de pop, acortamiento de popular 'popular')
- pop art
- positrón (de positron, de positive 'positivo' y la terminación de electron 'electrón')
- póster (poster)
- precuela (de prequel, y este formado sobre sequel 'secuela', con sustitución de la primera sílaba por pre- 'pre-')
- prion (de prion, acrónimo de proteinaceous infectious particle 'partícula proteínica infecciosa' y -on '-ón')
- pub
- pudin, pudín (pudding)
- puenting (de puente y el inglés -ing, sufijo de acción, por analogía con rafting, jogging, etcétera)
- púlsar, pulsar (de pulsar, acrónimo de pulsating star 'estrella pulsante')
- punk (punk)
- punki (punky)
- puzle (puzzle)
- quad (voz del inglés americano, acortamiento de quadricycle 'cuatriciclo')
- quark
- quasar
- radar (radar, acrónimo de radio detecting and ranging 'detección y localización por radio')
- rafting
- ranking
- rap (rap)
- reality (del inglés reality [show])
- reality show
- récord (record)
- reflectar (to reflect)
- reggae
- reguetón (de reggaeton, término acuñado por el panameño Michael Ellis en los años ochenta del siglo XX, y este del inglés reggae 'reggae' y -ón)
- resort (resort)
- retroalimentación (de retro- y alimentación, calco del inglés feedback)
- retropulsión (retropulsion)
- ribonucleico (de ribonucleic, de ribose 'ribosa' y nucleic 'nucleico')
- ribonucleótido (de ribonucleotide, de ribose 'ribosa' y nucleotide 'nucleótido')
- ribosa (ribose)
- ring
- robot (robot)
- rocanrol (rock and roll)
- rock (voz inglesa; acortamiento de rock and roll)
- rock and roll
- rockódromo (del inglés rock 'rock' y el griego δρόμος drómos 'pista de carreras', formado a imitación de hipódromo, canódromo, etc.)
- ron (rum)
- rosbif (roast beef)
- router (voz inglesa, derivada de to route 'dirigir, orientar')
- rugby (voz inglesa, y esta de Rugby [School], escuela de Warwickshire, Inglaterra, donde se inventó)
- safari (safari)
- salafismo (del inglés salafism, y este del árabe salafī 'salafista', y el inglés -ism '-ismo')
- salafista (del inglés salafist, y este del árabe salafī y el inglés -ist '-ista')
- sándwich (de sandwich, y este de John Montagu, 1718-1792, cuarto conde de Sandwich, de quien se cuenta que se alimentó de esta clase de comida para no abandonar una partida de cartas)
- satín (satin [walnut]; literalmente '[nogal] de satén'; referido a la madera americana semejante al nogal)
- scooter
- script (voz inglesa, y este acortamiento de script [boy]; literalmente '[chico] del guion')
- secuoya (sequoia)
- self-service
- sensor (del inglés sensor, y este del latín sensus, participio pasivo de sentīre 'percibir, sentir', y -or '-or')
- set (set)
- sex appeal, sex-appeal
- sex shop, sex-shop
- sex symbol, sex-symbol
- sexi (sexy)
- sexting (voz inglesa, y esta de sext, fusión de sex 'sexo' y text 'texto', e -ing, sufijo de acción)
- sexy
- sheriff
- sherpa
- shock
- short (shorts)
- show
- show business
- show-woman
- showman
- sidecar (de side-car, de side 'lado' y car 'coche')
- silicona (silicone)
- single (single)
- sketch
- SMS (de SMS, sigla de short message service 'servicio de mensaje corto')
- snorkel
- sociograma (de sociogram, y este de socio- 'socio-' y -gram '-grama')
- sóftbol, softbol (softball; literalmente 'bola suave')
- software
- sol (de sol, y este acortamiento de solution 'solución'; referido a la dispersión coloidal de un sólido en un líquido)
- sonar (de sonar, acrónimo de sound navigation and ranging 'navegación y localización por sonido'; referido al aparato electroacústico que detecta la presencia y situación de objetos sumergidos)
- soul (de soul; literalmente 'alma')
- soya (soya)
- spa (voz inglesa, y esta de Spa, ciudad de la provincia de Lieja, en Bélgica, famosa por sus aguas curativas)
- spam
- spanglish
- sparring (del inglés sparring [partner] '[compañero] de entrenamiento boxístico')
- splicing
- split
- sponsor
- sport
- spot (voz inglesa; referido a un anuncio; o voz inglesa, acortamiento de spotlight; referido a un foco de luz potente y directa que se utiliza en fotografía, cine, teatro, etc., para iluminar una zona pequeña)
- spray
- sprint
- squash
- stand
- standing
- stent (voz inglesa, y esta de Charles Thomas Stent, 1807–1885, dentista inglés)
- stock
- stop
- striptease
- suajili (swahili)
- suéter (sweater)
- sulky
- supermercado (calco de supermarket)
- surf (surf)
- swahili
- swing
- talio (de thallium, y este del griego θαλλός thallós 'retoño, ramo nuevo', porque en el análisis espectroscópico presenta una raya de un verde intenso, y el inglés -ium '-io')
- tamil (Tamil)
- tándem (tandem)
- tanque (de tank, nombre en clave empleado por los británicos en 1915, durante la construcción de los primeros carros de combate; referido a un carro de combate)
- tatuar (to tattoo)
- telemarketing (voz inglesa, y esta de tele- 'tele-' y marketing 'marketing')
- telemática (del inglés telematics, acrónimo de tele- 'tele-' e informatics 'informática')
- televisión (de television, de tele- 'tele-' y vision 'visión')
- tenis (de tennis, acortamiento de lawn-tennis; literalmente, 'tenis sobre hierba')
- terabyte (voz inglesa; de tera- 'tera-' y byte)
- terrier (terrier)
- test (test)
- testar (to test; referido a someter algo o a alguien a un control o prueba)
- thriller
- tie break
- tifo (del italiano tifo 'fanatismo deportivo', 'apoyo de la hinchada', quizá a través del inglés tifo; confer italiano tifoso 'hincha'; referido a en fútbol, imagen de gran superficie que, a modo de mosaico, componen los hinchas en la grada con cartulinas de colores, globos, pancartas, etc.)
- tobogán (toboggan)
- tofe (toffee)
- toffee
- tofu (tofu)
- tomografía (de tomography, y este del griego τόμος tómos 'corte, sección' y -graphy '-grafía')
- top (de to stop 'parar, detener'; usado para ordenar que pare una maniobra;o de top; referido a otras acepciones)
- top model, top-model
- toples (topless)
- tótem (totem)
- transistor (de transistor, acrónimo de transfer 'transferencia' y resistor 'resistencia')
- transpondedor (de transponder, y este fusión de transmitter 'transmisor' y responder 'respondedor')
- trimarán (de trimaran, de tri- 'tri-' y la terminación de catamaran 'catamarán')
- trivia (de trivia, con influencia de trivial 'trivial')
- trust (trust)
- tsunami (tsunami)
- tuit (tweet)
- túnel (tunnel)
- tutifruti (del inglés americano tutti-frutti)
- tutsi (Tutsi)
- tutti frutti (locución inglesa americana)
- tweed
- twist
- umami (umami)
- underground
- vacuna (vaccine; referido al preparado de antígenos que, aplicado a un organismo, provoca en él una respuesta de defensa)
- vagón (wagon)
- vatio (de watt, y este de James Watt, 1736-1819, ingeniero escocés)
- video, vídeo (video)
- videoarte (video art)
- videochat (video chat)
- videoclip (videoclip)
- videoclub (video club)
- vikingo, vikinga (viking)
- vip (de vip, acrónimo de very important person 'persona muy importante')
- volapuk (compuesto deformado de world 'mundo' y speak 'hablar')
- voleibol, vóleibol (volleyball)
- voltio (de volt, y este de Alessandro Volta, 1745-1827, físico italiano; referido a la unidad de potencial eléctrico y fuerza electromotriz equivalente a la diferencia de potencial eléctrico que hay entre dos puntos de un hilo conductor)
- walkie-talkie
- waterpolo (water polo)
- watt (voz inglesa, y esta de James Watt, 1736-1819, ingeniero escocés)
- web (de web; propiamente 'red, malla')
- weber (voz inglesa, y esta de Whlielm Eduard Weber, 1804-1891, físico alemán)
- webinario (adaptación de webinar, y este fusión de web 'web' y seminar 'seminario')
- whisky
- windsurf, wind surf (del inglés wind 'viento' y surf 'surf')
- windsurfing, wind surfing
- xenón (xenon)
- yak (yak)
- yang (yang)
- yanqui (yankee)
- yidis (Yiddish)
- yin (yin)
- yip (jeep)
- yonqui (junkie)
- yuyu (juju)
- zum (zoom)